# 比爾坎喬斯區
13°36′42″S 74°31′55″W / 13.6117°S 74.5319°W
比爾坎喬斯區（西班牙語：Distrito de Vilcanchos），是秘魯的一個區，位於該國中南部阿亞庫喬大區的維克托法哈多省，始建於1910年11月14日，面積498.5平方公里，海拔高度2,982米，2005年人口2,843，人口密度每平方公里5.7人。